# Henry Cooper

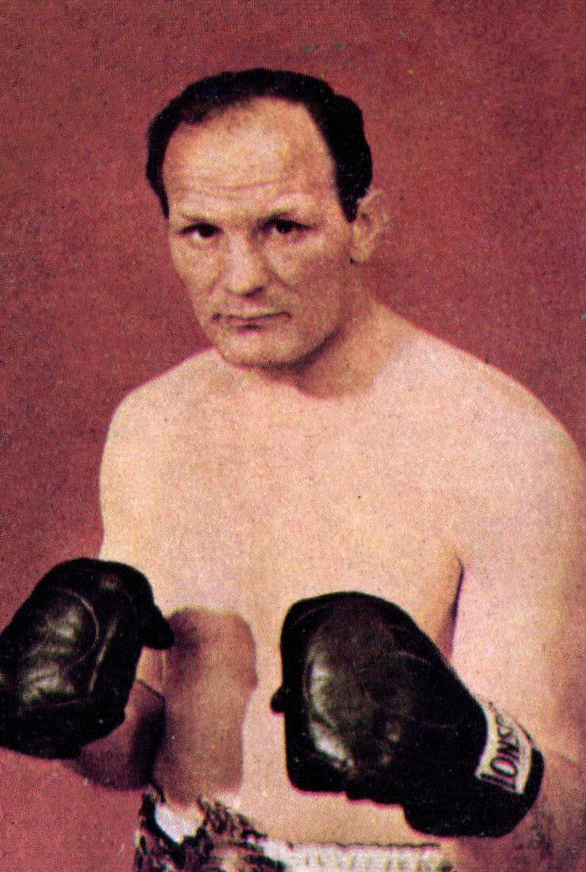
Henry Cooper

Henry Cooper (Lambeth, 3 mei 1934 – Limpsfield, 1 mei 2011) was een bokser die meervoudig Brits en Europees kampioen werd in de jaren zeventig. In 2000 werd hij geridderd.

## Bokser
Na de Tweede Wereldoorlog werd Cooper lid van de Eltham Amateur Boxing Club, waar hij 73 van de 84 wedstrijden won. In 1952 ging hij naar de Olympische Spelen. Daarna ging hij in militaire dienst. Samen met zijn jongere tweelingbroer George werd hij professioneel bokser.

### Incident
Zijn beroemdste gevecht was in 1963 tegen Cassius Clay, waarin hij aan het einde van de vierde ronde Clay neersloeg. Clays trainer benaderde de scheidsrechter met de melding dat Clays handschoen kapot was en vervangen moest worden. Op deze manier probeerde hij tijd te rekken om Clay te laten bijkomen. Het was een van de eerste keren dat op televisie opnamen werden bekeken om na te gaan hoe alles precies was verlopen, en het bleek dat er slecht zes seconden werden gewonnen. Het incident heeft ertoe geleid dat nu bij iedere wedstrijd een extra paar handschoenen aanwezig moet zijn. Twee jaar later stonden Cooper en Clay, die zich inmiddels Muhammad Ali noemde, weer tegenover elkaar in de ring. Ali werd wereldkampioen.
Coopers 54e en laatste gevecht was in 1971 tegen de veel bijna zestien jaar jongere Joe Bugner. Scheidsrechter Harry Gibbs besliste dat de jonge Bugner gewonnen had. Gedurende vele jaren sprak Cooper niet meer met Gibbs. Uiteindelijk schudden ze elk weer de hand ten bate van een goed doel.
Cooper werd in 1967 en 1970 door de BBC uitgeroepen tot Sportman van het Jaar.

## Andere activiteiten
Cooper woonde in zijn jeugd in Zuidoost-Londen, dicht bij Kent, en de laatste jaren in een oude, verbouwde boerderij in Kent. In 1980 verscheen zijn boek, The Great Heavyweights, waarin hij de beste boksers beschreef en analyseerde. Verder deed hij veel aan liefdadigheid en was hij beschermheer van de Sir Henry Cooper Stichting, die jaarlijks het Sir Henry Cooper Junior Masters organiseert.